# Xanthophenax pusillus
Xanthophenax pusillus là một loài tò vò trong họ Ichneumonidae.